# ソーンプル (ビハール州)
ソーンプル（英語：Sonpur/Sonepur）は、インドのビハール州、サラーン県の都市。ガンダキ川の川岸に存在する。

## 人口
2011年の統計では、人口は33,389人。